# Баллада о Мэкки-Ноже
«Баллада о Мэкки-Ноже» (нем. Die Moritat von Mackie Messer; в английском переводе известна как «Mack the Knife») — популярная песня, зонг, написанный немецким поэтом и драматургом Бертольтом Брехтом и немецким композитором Куртом Вайлем для пьесы «Трёхгрошовая опера».
После премьеры пьесы, состоявшейся 31 августа 1928 года в Берлине, зонг приобрёл широкую популярность, и в дальнейшем его включали в свой репертуар многие известные исполнители.

## Трёхгрошовая опера
Баллада о Мэкки Ноже впервые появилась в «Трёхгрошовой опере». «Moritat» — это средневековая версия баллады про убийства, исполняемая бродячими менестрелями. «Mori» означает «смертельный, смертоносный», а «Tat» — «действие, поступок». В самом начале «Трёхгрошовой оперы» уличный певец представляет зрителям с помощью баллады главного героя — Мэкки Ножа. Этот персонаж является «переработанной версией» лихого разбойника Макхита из «Оперы нищих» Джона Гея (1685—1732). Гэй, популярный английский автор пьес и поэт, сотрудничавший с Джонатаном Свифтом и Александром Поупом, использовал преступников из низших слоев общества, чтобы высмеять правительство и аристократию. Этот приём с тех пор использовали очень часто.

## Жертвы преступлений Мэкхита
- Убийство неизвестного человека в Лондоне, на улице Стрэнд
- Богач — Мейер Шмуль, безвременно пропавший
- Дженни Тоулер, убитая ножом в грудь
- Семь детей и пожилой мужчина, погибшие в результате поджога
- Изнасилование несовершеннолетней вдовы (нем. minderjährige Witwe) в её постели
- Поджоги и изнасилования были исключены из первоначальной версии в переводе Блицштайна, но остаются в пьесе.

## Переводы

### Перевод Марка Блицштайна (1954)
Наиболее известным переводом песни на другие европейские языки является перевод американского композитора Марка Блицштайна, сделанный им в 1954 году для английской аудитории:
Oh the shark has pretty teeth dear,

And he shows them pearly white

Just a jack-knife has Macheath dear

And he keeps it out of sight.
Наиболее известные и признанные исполнения версии перевода Блицштайна принадлежат Луи Армстронгу, сделавшему запись «Mack The Knife» в 1956 и Бобби Дарину — в 1959 году (текст песни в исполнении Дарина незначительно отличается от первоначальной английской версии), и в большинстве последующих свинг-версий.
Известен случай, когда вдова Курта Вейля, Лотте Ленья присутствовала в студии во время записи версии Луи Армстронга. Армстронг спонтанно включил её имя Лотте в строки песни в момент перечисления жертв-женщин Макхита.
Sukey Tawdry, Jenny Diver.. Lotte Lenya, Sweet Lucy Brown

Oh, the line forms on the right, dears….. now that Macky’s back in town
В редких случаях в финале песни используется куплет, добавленный Бертольтом Брехтом для фильма 1930 года, где поэт сравнивает мир богатых и сильных с тёмным миром бедности:
| Немецкий | Английский перевод |
| --- | --- |
| Denn die einen sind im Dunkeln Und die andern sind im Licht Und man siehet die im Lichte Die im Dunkeln sieht man nicht | There are some who are in darkness And the others are in light And you see the ones in brightness Those in darkness drop from sight |

### Перевод Ральфа Манэйма и Джона Уиллетта (1976)
В 1976 году свой перевод сделали Ральф Манэйм и Джон Уиллетт, открыв им постановку «Маки» (англ. Mackie) на Бродвее с участием Хулиа Рауля:
See the shark with teeth like razors

You can read his open face

And Macheath, he’s got a knife, but

Not in such an obvious place
Эту версию позже исполнят Стинг и Ник Кейв. Версию перевода Манэйма-Уиллета также исполнил Лайл Ловетт. Запись Ловетта стала саундтреком к фильму 1994 года — «Телевикторина».

### Переводлондонскоготеатра Donmar Warehouse (1994)
Наиболее мрачным переводом на английский язык является перевод, сделанный лондонским театром «Donmar Warehouse» в 1994 году. В новом переводе сохраняется оригинальный тон песни:
Though the shark’s teeth may be lethal

Still you see them white and red

But you won’t see Mackie’s flick knife

Cause he’s slashed you and you’re dead

### Перевод на русский язык
Песня в переводе Асара Эппеля на русский язык была записана Галиной Пашковой и ансамблем «Мелодия» для пластинки «Бертольд Брехт. Песни и баллады» (1974):
У акулы зубы остры,

Нипочём их не сочтёшь.

У Мэкито нож как бритва,

Только где он, этот нож?
Существует также перевод Юлия Кима (под псевдонимом Ю. Михайлов), сделанный для «Трёхгрошовой оперы» в переводе Соломона Апта (прозаическая часть) и в некоторых источниках приписываемый последнему, — эта песня известна в исполнении Андрея Миронова и записана им в 1983 году:
У акулы зубы — клинья,

Все торчат, как напоказ.

А у Мэкки — нож и только,

Да и тот укрыт от глаз.

## Популярность песни
«Mack the Knife» в исполнении знаменитого джазового исполнителя Луи Армстронга участвовал в хит-парадах США в 1954 году, и достиг позиции № 20, вскоре став синглом-хитом.
Другое успешное исполнение принадлежит певцу Бобби Дарину, сделавшему запись песни 19 декабря 1958 года (инженер звукозаписи — Том Доу). В 1959 году версия Дарина достигла позиции № 1 на «Billboard Hot 100» и позиции № 6 на «Black Singles chart». Успех в хит-парадах принёс певцу премию Грэмми (англ. Grammy Award for Record of the Year). Песня Мэкки Ножа (англ. Mack The Knife) была исполнена Бобби Дарином в 1958 году и долгое время занимала первые места в чартах популярных композиций. К этому времени Дарин был уже достаточно известен. Его репертуар состоял из очень живых, энергичных простых песен, ориентированных на подростков. Когда певец заявил, что хочет записать «Mack the Knife», менеджер Кларк пытался отговорить артиста от такого опрометчивого шага, но уже в 1959 году песня прославила Бобби. Фрэнк Синатра, незадолго до этого сделавший запись песни совместно с Джимми Баффетом, назвал версию Дарина «наиболее полной». Версия Дарина стала № 3 в «Billboard’s All Time Top 100». В 2003 году версия певца заняла 251-е место в списке «500 величайших песен всех времён по версии журнала Rolling Stone». На Би-би-си Радио 4 в программе «Desert Island Discs» Саймон Коуэлл назвал «Mack the Knife» лучшей когда-либо написанной песней.
Версия песни в исполнении Эллы Фицджеральд особо известна благодаря живому выступлению певицы в 1960 году («Ella in Berlin: Mack the Knife»), в котором Фицджеральд, забыв текст песни после исполнения первого куплета, показала публике собственное исполнение знаменитой баллады, что принесло ей премию «Грэмми».
Робби Уильямс также записал песню для своего альбома 2001 года «Swing When You're Winning». Другие интересные записи включают выступления Джимми Дэйл Гилмора, Тони Беннета, Марианны Фэйтфул, Ника Кейва, Брайна Сетзера, Кевина Спейси, и Майкла Бубле. Швейцарская группа «The Young Gods» радикально изменила песню, записав её в жанре индастриала, в то время как джазовый исполнитель Сонни Роллинс в 1956 году сделал запись инструментальной версии, дав ей название «Moritat».
В 1959 году инструментальную версию песни представили Bill Haley & His Comets. Запись была выпущена под лейблом «Decca Records». Тито Пуэнте также сделал запись инструментальной версии песни. Исполнитель жанра сальса — Рубен Блейдс озаглавил свою версию как «Pedro Navaja» Бразильский композитор Шико Буарке, в свой работе над «Трёхгрошовой опере» (Ópera do Malandro), сделал две версии под названием «A Volta do Malandro» и «O Malandro № 2», с текстами на португальском языке.
Песня была использована и во многих других творческих проектах.
Американский пародист Капитолий Степс использовал музыку для своей песни «Pack the Knife» 2002 года в альбоме «When Bush Comes to Shove». В середине 1980-х годов McDonald’s представил «Mac Tonight» как символ-талисман своих ресторанов; текст песни был основан на оригинальной версии «Mack the Knife».

## Избранные записи
- 1928/29 — Харальд Паульзен (постановка Бертольта Брехта)
- 1931 — Эрнст Буш для фильма Г. В. Пабста «Трёхгрошовая опера»
- 1954 — Геральд Прайс, запись для «The Threepenny Opera»
- 1955 — Лотте Ленья для альбома «Lotte Lenya Sings Berlin Theater Songs of Kurt Weill»
- 1956 — Луи Армстронг
  - Дик Хьюман, инструментальная версия
  - Билли Воган, инструментальная версия
  - Сонни Роллинс, джаз-инструментал для альбома «Saxophone Colossus»
- 1957 — Бинг Кросби и Боб Скоби для альбома «Bing with a Beat»
- 1959 — Бобби Дарин США и UK
  - Bill Haley & His Comets для альбома «Strictly Instrumental»
  - Кенни Дорхем для альбома «Quiet Kenny»
- 1960 — Элла Фицджеральд для альбома «Ella in Berlin: Mack the Knife»
- 1964 — Милош Копецкий (музыка к чешской комедии-вестерну «Лимонадный Джо»)
- 1964 — Рамаз Чхиквадзе, на Грузинском, запись для «The Threepenny Opera»[10]
- 1965 — Бен Уэбстер для альбома «Stormy Weather»
- 1967 — Дэйв Ван Ронк для альбома «Live at Sir George Williams University», в 1992 году — для альбома «Let No One Deceive You: Songs of Bertolt Brecht»
- 1968 — The Doors для альбома «Live In Stockholm»
- 1974 — Галина Пашкова, ансамбль «Мелодия» — на русском языке для альбома «Бертольд Брехт. Песни и баллады»[4]
- 1980 — Андрей Миронов — на русском языке, перевод Апта и Михайлова. В частности, записан на пластинке «Андрей Миронов» 1983 г. с другими песнями в его исполнении — преимущественно из фильмов.
- 1980 — The Psychedelic Furs для своего первого альбома «The Psychedelic Furs»
- 1983 — King Kurt для альбома «Ooowallahwallah!»
- 1984 — Фрэнк Синатра для альбома «L.A. Is My Lady»
- 1985 — Стинг для альбома «Lost in the Stars: The Music of Kurt Weill»
- 1988 — Уте Лемпер для альбома «Ute Lemper sings Kurt Weill»
- 1990 — Роджер Долтри саундтрек к фильму «Mack the Knife»
- 1991 — The Young Gods для альбома «The Young Gods Play Kurt Weill»
- 1994 — Лайл Ловетт (саундтрек к фильму Телевикторина)
  - Фрэнк Синатра и Джимми Баффетт для альбома «Duets II»
- 1995 — Ник Кейв для альбома «September Songs: The Music of Kurt Weill»
- 2000 — The Brian Setzer Orchestra для альбома «Vavoom!»
- 2001 — Робби Уильямс для альбома «Swing When You're Winning»
- 2004 — группа Westlife для альбома «Allow Us To Be Frank»
- 2006 — Кевин Спейси (саундтрек к фильму «У моря»)
- 2010 — Teufel — Die Moritat Von Mackie Messer (альбом Absinthe)
- 2013 — Mark Lanegan — Mack the Knife (альбом Imitations)
- 2018 — Heino для альбома «…und Tschüss (Das letzte Album)»
- Тони Беннетт
- Джимми Дейл Гилмор
- Дин Мартин
- Пегги Ли
- Ди Снайдер
- Также музыка песни использовалась в мультфильме «Серый волк энд Красная шапочка» («Не летите в небе, гуси…», «Эти зубы из металла…»).
- Ритм и слова песни на немецком присутствуют в песне Haifisch индастриал-группы Rammstein.
- Российский рок-музыкант Егор Летов использовал вступительное соло в исполнении Луи Армстронга в качестве аккомпанемента при записи композиции «О жизни черных негров» для своего проекта «Коммунизм» (альбом «Лет Ит Би», 1989).